# Reid Ewing
Reid Ewing (Florida, 7 november 1988) is een Amerikaanse acteur, bekend voor zijn rol als Dylan Marshall in de sitcom Modern Family.

## Filmografie
- Modern Family (2009-2020) als Dylan Marshall
- South Dakota (2017) als Carter
- Sundown (2016) als Eugene
- Temps (2016) als Curtis
- Wingman Inc. (2015) als Bud
- Augustine (2014) als Reid
- Mall (2014) als Beckett
- The Power Inside (2013) als Devin
- 10 Rules for Sleeping Around (2013) als Hugh Fields
- Crush (2013) als Jeffrey
- Newsreaders (2013) als Logan Ruby
- Dating Rules from My Future Self (2012) als Andrew
- The Silent Thief (2012) als Doug Edwards
- Fright Night (2011) als Ben Wegner
- The Truth Below (2011) als Ethan
- Zeke & Luther (2009-2011) als Charlie Plunk
- Good Luck Charlie (2011) als Derek
- In Between Days (2010) als Jim
- Sunday! Sunday! Sunday! (2008) als Jesse